# Lijst van gouverneurs van Iowa
Dit is een lijst met gouverneurs van de Amerikaanse staat Iowa.

## Gouverneurs van Iowa (1846–heden)
| Nr. | Gouverneur van Iowa Governor of Iowa | Gouverneur van Iowa Governor of Iowa | Gouverneur van Iowa Governor of Iowa | Ambtstermijn     | Ambtstermijn     | Partij(en) | Verkiezing(en) |
| --- | ------------------------------------ | ------------------------------------ | ------------------------------------ | ---------------- | ---------------- | ---------- | -------------- |
| 1   |                                      | Ansel Briggs                         | Ansel Briggs (1806–1881)             | 3 december 1846  | 5 december 1850  | D          | 1846           |
| 2   |                                      | Stephen Hempstead                    | Stephen Hempstead (1812–1883)        | 5 december 1850  | 10 december 1854 | D          | 1849           |
| 3   |                                      | James Grimes                         | James Grimes (1816–1872)             | 10 december 1854 | 15 januari 1858  | R          | 1854           |
| 4   |                                      | Ralph Lowe                           | Ralph Lowe (1805–1883)               | 15 januari 1858  | 10 januari 1860  | R          | 1857           |
| 5   |                                      | Samuel Kirkwood                      | Samuel Kirkwood (1813–1894)          | 10 januari 1860  | 14 januari 1864  | R          | 1859           |
| 5   | 1861                                 | Samuel Kirkwood                      | Samuel Kirkwood (1813–1894)          | 10 januari 1860  | 14 januari 1864  | R          |                |
| 6   |                                      | William Stone                        | William Stone (1827–1893)            | 14 januari 1864  | 16 januari 1868  | R          | 1863           |
| 6   | 1865                                 | William Stone                        | William Stone (1827–1893)            | 14 januari 1864  | 16 januari 1868  | R          |                |
| 7   |                                      | Samuel Merrill                       | Samuel Merrill (1822–1899)           | 16 januari 1868  | 12 januari 1872  | R          | 1867           |
| 7   | 1869                                 | Samuel Merrill                       | Samuel Merrill (1822–1899)           | 16 januari 1868  | 12 januari 1872  | R          |                |
| 8   |                                      | Cyrus Carpenter                      | Cyrus Carpenter (1829–1898)          | 12 januari 1872  | 13 januari 1876  | R          | 1871           |
| 8   | 1873                                 | Cyrus Carpenter                      | Cyrus Carpenter (1829–1898)          | 12 januari 1872  | 13 januari 1876  | R          |                |
| 9   |                                      | Samuel Kirkwood                      | Samuel Kirkwood (1813–1894)          | 13 januari 1876  | 4 maart 1877     | R          | 1875           |
| 10  |                                      | Joshua Newbold                       | Joshua Newbold (1830–1903)           | 4 maart 1877     | 18 januari 1878  | R          | 1875           |
| 11  |                                      | John Gear                            | John Gear (1825–1900)                | 18 januari 1878  | 12 januari 1882  | R          | 1877           |
| 11  | 1879                                 | John Gear                            | John Gear (1825–1900)                | 18 januari 1878  | 12 januari 1882  | R          |                |
| 12  |                                      | Buren Sherman                        | Buren Sherman (1836–1904)            | 12 januari 1882  | 14 januari 1886  | R          | 1881           |
| 12  | 1883                                 | Buren Sherman                        | Buren Sherman (1836–1904)            | 12 januari 1882  | 14 januari 1886  | R          |                |
| 13  |                                      | William Larrabee                     | William Larrabee (1832–1912)         | 14 januari 1886  | 27 februari 1890 | R          | 1885           |
| 13  | 1887                                 | William Larrabee                     | William Larrabee (1832–1912)         | 14 januari 1886  | 27 februari 1890 | R          |                |
| 14  |                                      | Horace Boies                         | Horace Boies (1827–1923)             | 27 februari 1890 | 10 januari 1894  | D          | 1889           |
| 14  | 1891                                 | Horace Boies                         | Horace Boies (1827–1923)             | 27 februari 1890 | 10 januari 1894  | D          |                |
| 15  |                                      | Frank Jackson                        | Frank Jackson (1854–1938)            | 10 januari 1894  | 16 januari 1896  | R          | 1893           |
| 16  |                                      | Francis Drake                        | Francis Drake (1830–1903)            | 16 januari 1896  | 12 januari 1898  | R          | 1895           |
| 17  |                                      | Leslie Shaw                          | Leslie Shaw (1848–1932)              | 12 januari 1898  | 16 januari 1902  | R          | 1897           |
| 17  | 1899                                 | Leslie Shaw                          | Leslie Shaw (1848–1932)              | 12 januari 1898  | 16 januari 1902  | R          |                |
| 18  |                                      | Albert Cummins                       | Albert Cummins (1850–1926)           | 16 januari 1902  | 24 november 1908 | R          | 1901           |
| 18  | 1906                                 | Albert Cummins                       | Albert Cummins (1850–1926)           | 16 januari 1902  | 24 november 1908 | R          |                |
| 18  | 1906                                 | Albert Cummins                       | Albert Cummins (1850–1926)           | 16 januari 1902  | 24 november 1908 | R          |                |
| 19  |                                      | Warren Garst                         | Warren Garst (1850–1924)             | 24 november 1908 | 15 januari 1909  | R          |                |
| 20  |                                      | Beryl Carroll                        | Beryl Carroll (1860–1939)            | 15 januari 1909  | 15 januari 1913  | R          | 1908           |
| 20  | 1910                                 | Beryl Carroll                        | Beryl Carroll (1860–1939)            | 15 januari 1909  | 15 januari 1913  | R          |                |
| 21  |                                      | William Harding                      | George Clarke (1852–1936)            | 15 januari 1913  | 10 januari 1917  | R          | 1912           |
| 21  | 1914                                 | William Harding                      | George Clarke (1852–1936)            | 15 januari 1913  | 10 januari 1917  | R          |                |
| 22  |                                      | William Harding                      | William Harding (1877–1934)          | 10 januari 1917  | 12 januari 1921  | R          | 1916           |
| 22  | 1918                                 | William Harding                      | William Harding (1877–1934)          | 10 januari 1917  | 12 januari 1921  | R          |                |
| 23  |                                      | Nathan Kendall                       | Nathan Kendall (1868–1936)           | 12 januari 1921  | 15 januari 1925  | R          | 1920           |
| 23  | 1922                                 | Nathan Kendall                       | Nathan Kendall (1868–1936)           | 12 januari 1921  | 15 januari 1925  | R          |                |
| 24  |                                      | John Hammill                         | John Hammill (1875–1936)             | 15 januari 1925  | 15 januari 1929  | R          | 1924           |
| 24  | 1926                                 | John Hammill                         | John Hammill (1875–1936)             | 15 januari 1925  | 15 januari 1929  | R          |                |
| 24  | 1928                                 | John Hammill                         | John Hammill (1875–1936)             | 15 januari 1925  | 15 januari 1929  | R          |                |
| 25  |                                      | Dan Turner                           | Dan Turner (1877–1969)               | 15 januari 1929  | 13 januari 1933  | R          | 1930           |
| 26  |                                      | Clyde Herring                        | Clyde Herring (1879–1945)            | 13 januari 1933  | 15 januari 1937  | D          | 1932           |
| 26  | 1934                                 | Clyde Herring                        | Clyde Herring (1879–1945)            | 13 januari 1933  | 15 januari 1937  | D          |                |
| 27  |                                      | Nelson Kraschel                      | Nelson Kraschel (1889–1957)          | 15 januari 1937  | 13 januari 1939  | D          | 1936           |
| 28  |                                      | George Allison Wilson                | George Allison Wilson (1893–1971)    | 13 januari 1939  | 13 januari 1943  | R          | 1938           |
| 28  | 1940                                 | George Allison Wilson                | George Allison Wilson (1893–1971)    | 13 januari 1939  | 13 januari 1943  | R          |                |
| 29  |                                      | Bourke Hickenlooper                  | Bourke Hickenlooper (1896–1971)      | 13 januari 1943  | 10 januari 1945  | R          | 1942           |
| 30  |                                      | Robert Blue                          | Robert Blue (1898–1989)              | 10 januari 1945  | 14 januari 1949  | R          | 1944           |
| 30  | 1946                                 | Robert Blue                          | Robert Blue (1898–1989)              | 10 januari 1945  | 14 januari 1949  | R          |                |
| 31  |                                      | Bill Beardsley                       | Bill Beardsley (1901–1954)           | 14 januari 1949  | 21 november 1954 | R          | 1948           |
| 31  | 1950                                 | Bill Beardsley                       | Bill Beardsley (1901–1954)           | 14 januari 1949  | 21 november 1954 | R          |                |
| 31  | 1952                                 | Bill Beardsley                       | Bill Beardsley (1901–1954)           | 14 januari 1949  | 21 november 1954 | R          |                |
| 32  |                                      | Leo Elthon                           | Leo Elthon (1898–1967)               | 21 november 1954 | 15 januari 1955  | R          |                |
| 33  |                                      | Leo Hoegh                            | Leo Hoegh (1908–2000)                | 15 januari 1955  | 17 januari 1957  | R          | 1954           |
| 34  |                                      | Herschel Loveless                    | Herschel Loveless (1911–1989)        | 17 januari 1957  | 11 januari 1961  | D          | 1956           |
| 34  | 1958                                 | Herschel Loveless                    | Herschel Loveless (1911–1989)        | 17 januari 1957  | 11 januari 1961  | D          |                |
| 35  |                                      | Norman Erbe                          | Norman Erbe (1919–2000)              | 11 januari 1961  | 17 januari 1963  | R          | 1960           |
| 36  |                                      | Harold Hughes                        | Harold Hughes (1922–1996)            | 17 januari 1963  | 1 januari 1969   | D          | 1962           |
| 36  | 1964                                 | Harold Hughes                        | Harold Hughes (1922–1996)            | 17 januari 1963  | 1 januari 1969   | D          |                |
| 36  | 1966                                 | Harold Hughes                        | Harold Hughes (1922–1996)            | 17 januari 1963  | 1 januari 1969   | D          |                |
| 37  |                                      | Robert Fulton                        | Robert Fulton (1929–2024)            | 1 januari 1969   | 16 januari 1969  | D          |                |
| 38  |                                      | Robert Ray                           | Robert Ray (1928–2018)               | 16 januari 1969  | 13 januari 1983  | R          | 1968           |
| 38  | 1970                                 | Robert Ray                           | Robert Ray (1928–2018)               | 16 januari 1969  | 13 januari 1983  | R          |                |
| 38  | 1972                                 | Robert Ray                           | Robert Ray (1928–2018)               | 16 januari 1969  | 13 januari 1983  | R          |                |
| 38  | 1974                                 | Robert Ray                           | Robert Ray (1928–2018)               | 16 januari 1969  | 13 januari 1983  | R          |                |
| 38  | 1978                                 | Robert Ray                           | Robert Ray (1928–2018)               | 16 januari 1969  | 13 januari 1983  | R          |                |
| 39  |                                      | Terry Branstad                       | Terry Branstad (1946)                | 13 januari 1983  | 15 januari 1999  | R          | 1982           |
| 39  | 1986                                 | Terry Branstad                       | Terry Branstad (1946)                | 13 januari 1983  | 15 januari 1999  | R          |                |
| 39  | 1990                                 | Terry Branstad                       | Terry Branstad (1946)                | 13 januari 1983  | 15 januari 1999  | R          |                |
| 39  | 1994                                 | Terry Branstad                       | Terry Branstad (1946)                | 13 januari 1983  | 15 januari 1999  | R          |                |
| 40  |                                      | Tom Vilsack                          | Tom Vilsack (1950)                   | 15 januari 1999  | 12 januari 2007  | D          | 1998           |
| 40  | 2002                                 | Tom Vilsack                          | Tom Vilsack (1950)                   | 15 januari 1999  | 12 januari 2007  | D          |                |
| 41  |                                      | Chet Culver                          | Chet Culver (1966)                   | 12 januari 2007  | 14 januari 2011  | D          | 2006           |
| 42  |                                      | Terry Branstad                       | Terry Branstad (1946)                | 14 januari 2011  | 25 mei 2017      | R          | 2010           |
| 42  | 2014                                 | Terry Branstad                       | Terry Branstad (1946)                | 14 januari 2011  | 25 mei 2017      | R          |                |
| 43  |                                      | Kim Reynolds                         | Kim Reynolds (1959)                  | 25 mei 2017      | heden            | R          |                |
| 43  | 2018                                 | Kim Reynolds                         | Kim Reynolds (1959)                  | 25 mei 2017      | heden            | R          |                |
| 43  | 2022                                 | Kim Reynolds                         | Kim Reynolds (1959)                  | 25 mei 2017      | heden            | R          |                |

(D): Democraat · (R): Republikein · (O): Onafhankelijk